# Stanisław Popek
Stanisław Leon Popek (ur. 20 lutego 1936 w Korytynie) – psycholog, malarz, poeta, wykładowca Uniwersytetu Marii Curie-Skłodowskiej w Lublinie. Rodzony brat Jana Popka.

## Życiorys
Uczęszczał do Państwowego Liceum Pedagogicznego w Zamościu oraz Studium Nauczycielskiego. Kształtował się tam na kierunku o nazwie wychowanie plastyczne. W latach 1958–1963 był nauczycielem wychowania plastycznego i muzycznego w liceach pedagogicznych w Leśnej Podlaskiej i Zamościu.
Początkowo studiował historię sztuki na Uniwersytecie Adama Mickiewicza w Poznaniu, po czym podjął studia pedagogiczne na Wydziale Humanistycznym Uniwersytetu Marii Curie-Skłodowskiej w Lublinie, które ukończył z wyróżnieniem w roku 1969 pod kierunkiem prof. Józefa Reutta.

## Praca naukowa
Do 1969 roku był kierownikiem sekcji plastyki w Okręgowym Ośrodku Metodycznym przy KOS w Lublinie, po czym objął stanowisko kierownika zespołu liceów ogólnokształcących, na którym pozostał do roku 1972. W 1973 roku został doktorem psychologii i rozpoczął pracę na Wydziale Pedagogiki i Psychologii UMCS w Lublinie. Był prodziekanem w latach 1979–1982, dyrektorem Instytutu Psychologii (1982–1984) oraz dwukrotnie dziekanem Wydziału Pedagogiki i Psychologii UMCS (lata 1984–1987 i 1990–1996), a w roku 2003 został rektorem WSHE im. Jana Zamoyskiego w Zamościu i pozostał na tym stanowisku do 2006 roku.

## Dzieła
Profesor Stanisław Popek jest również pisarzem i poetą, członkiem Związku Literatów Polskich. Opublikował 16 zbiorów poezji:
- Wymiary czasu (1994),
- Ku brzegom Styksu (1996),
- Wenus leżąca (1996),
- Tryptyk z Michałem Aniołem (1997),
- Ptakom błękitnym (1999),
- Odsłony Rzymskie (2000),
- Maski podróżne (2001),
- Srebrne ogrody (2003),
- Poliptyk czasu-wybór poezji (2006),
- W ogrodach Minerwy (2014),
- Kwiaty dla Afrodyty (2015),
- W cieniach mistrzów (2016),

oraz tom opowiadań Sny z wieży milczenia (2008) i powieści Dwunaste skrzypce (2011), Oczy ikony (2013), Naznaczony Syberią (2015). Jego utwory były publikowane w wielu almanachach i czasopismach literackich w języku polskim, flamandzkim, rosyjskim oraz rumuńskim. W latach 1998–2002 był prezesem Lubelskiego oddziału Związku Literatów Polskich. Jest także członkiem honorowym Polskiego Stowarzyszenia Kreatywności i Towarzystwa przyjaciół Sztuk Pięknych. Od 50 lat jest artystą plastykiem. W tym czasie zorganizował 50 wystaw indywidualnych w kraju i za granicą. Między innymi w Libanie, Białorusi

### Nagrody
Stanisław Popek jest laureatem wielu nagród ogólnopolskich. Są to m.in. Nagrody Ministra Kultury i Sztuki (1961), Zasłużonego Działacza Kultury (1967), Medalu Komisji Edukacji Narodowej (1976), Krzyża Kawalerskiego Orderu Odrodzenia Polski (1984), oraz dwukrotnie I Nagrody w Konkursie Poetyckim im. A. Kamieńskiej w Krasnymstawie (1999, 2003). 20 października 2017 roku otrzymał od Prezydenta RP Krzyż Oficerski Orderu Odrodzenia Polski za twórczy wkład do nauki i sztuki.